# میزونو کاتسوتوشی

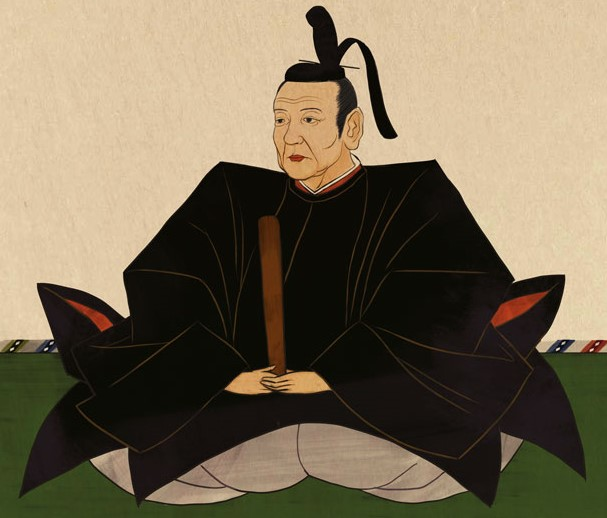
میزونو کاتسوتوشی

میزونو کاتسوتوشی (به ژاپنی: 水野勝俊 Mizuno Katsutoshi) (۱۶۵۵–۱۵۹۸) یک سامورایی و دومین دایمیو در ولایت بینگوقلمروی فوکوئوکا در دوره ادو بود. او پسر ارشد میزونو کاتسوناری بود و به همراه پدر به نفع شوگون‌سالاری در شورش شیمابارا شرکت کرد.